# Das geschenkte Gesicht

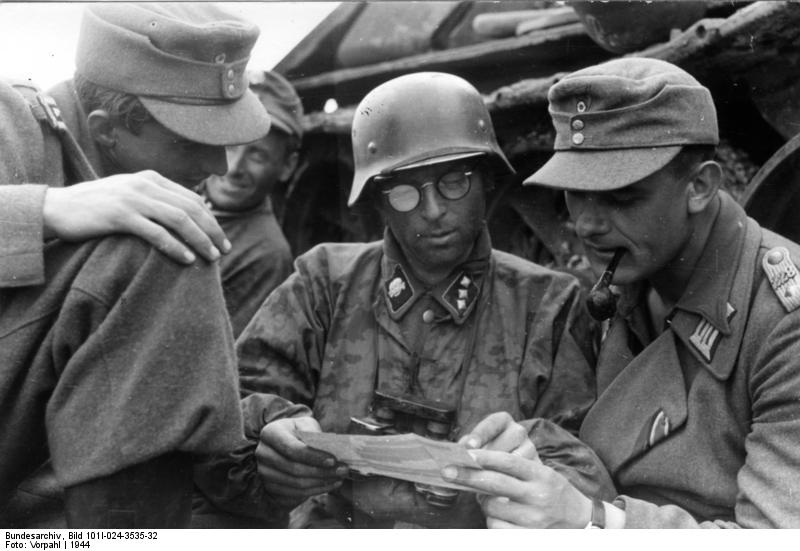
Szene von der Ostfront im Jahr 1944

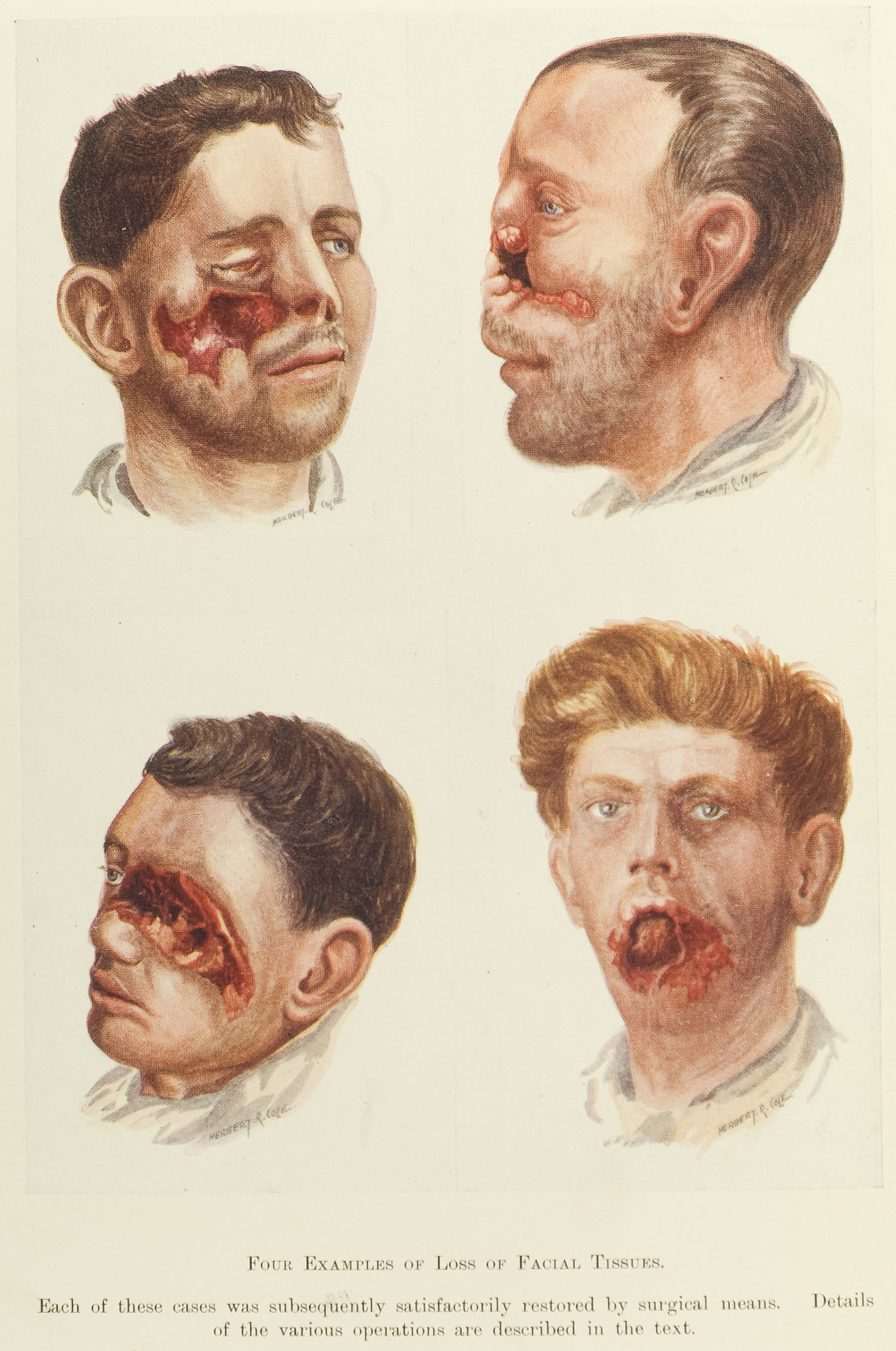
Plastische Gesichtschirurgie

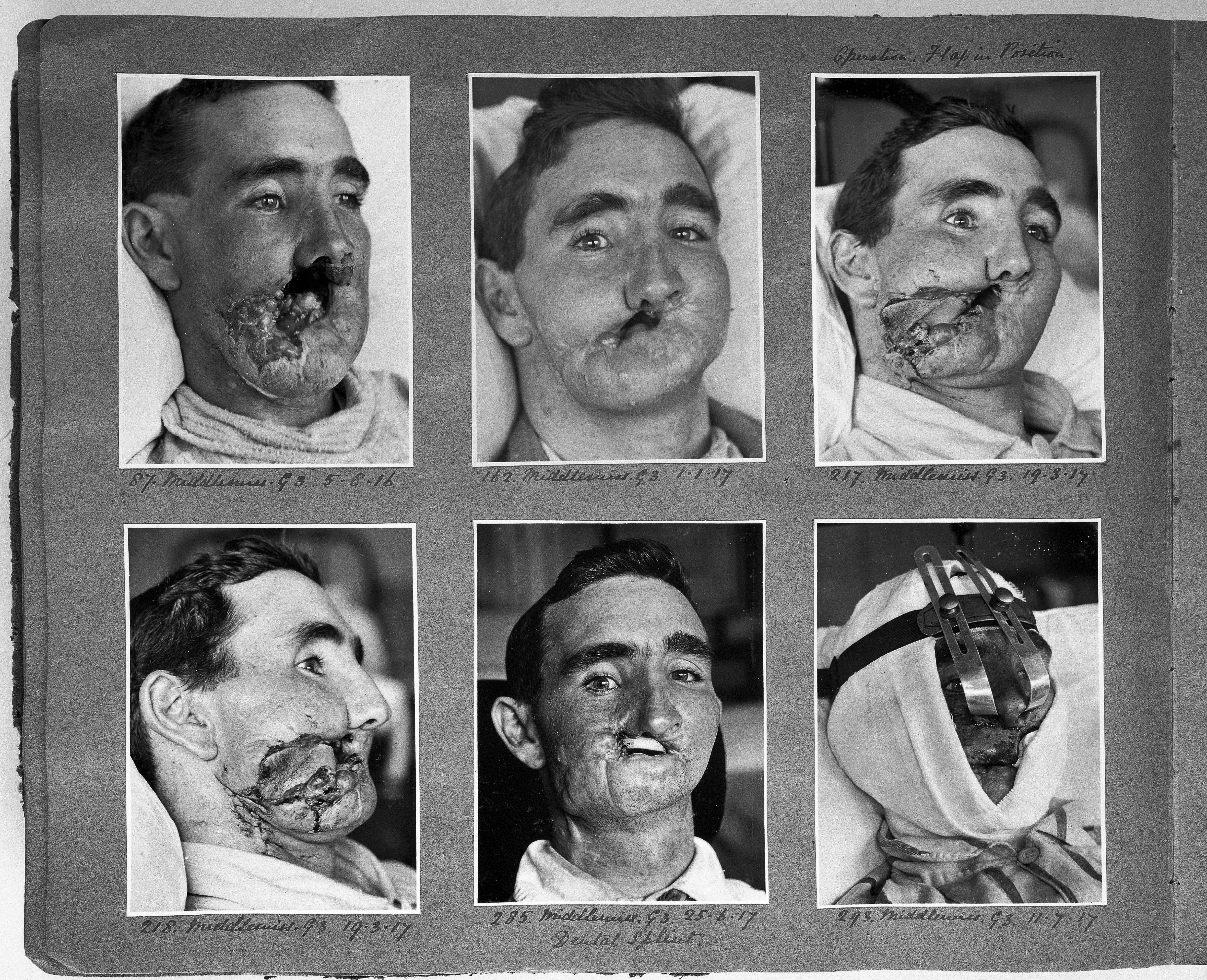
Bilder von Gesichtsverletzten

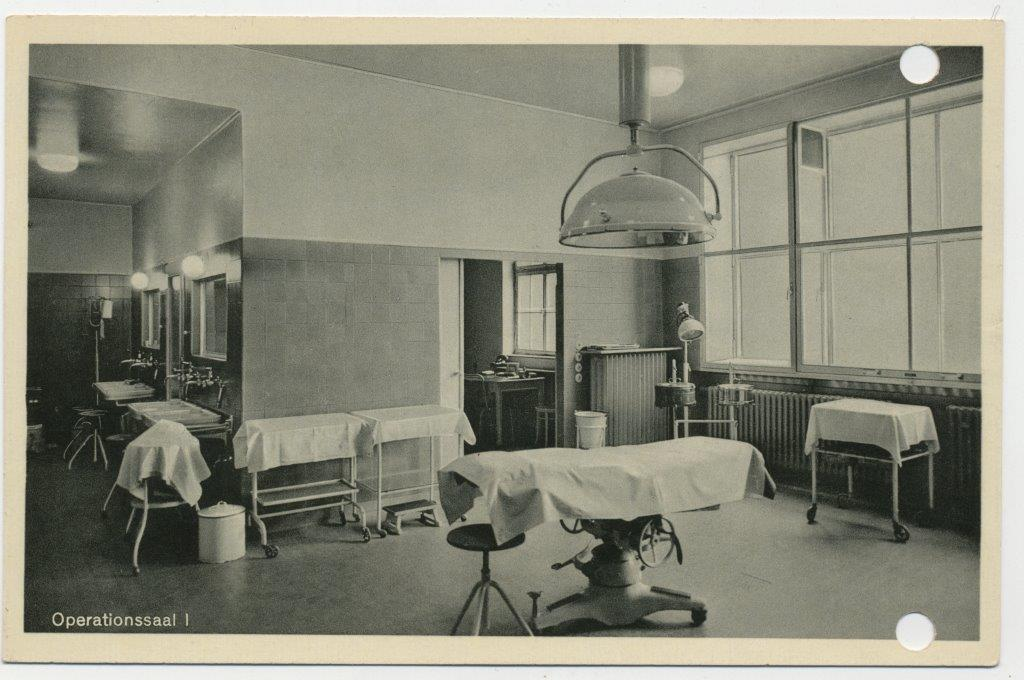
OP-Saal der Nachkriegszeit

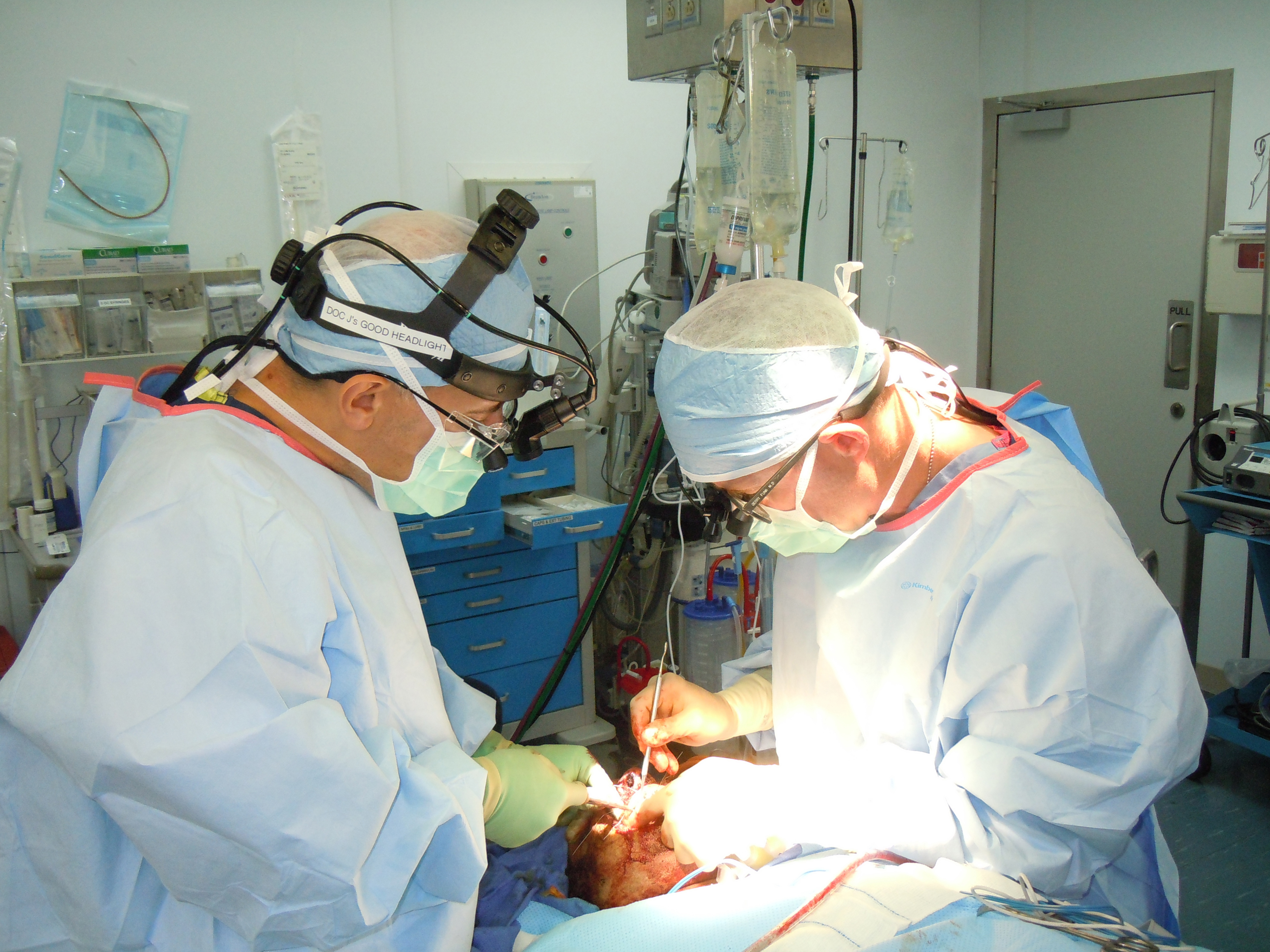
Moderne Gesichts-OP

Das geschenkte Gesicht ist ein Arzt- und Liebesroman von Heinz G. Konsalik aus dem Jahr 1962. Er behandelt das Schicksal schwer kriegsverletzter Soldaten als Heimatrückkehrer und ihre existenziellen Schwierigkeiten, in Nachkriegsdeutschland weiterleben zu können.

## Inhalt

### Klappentext
„Heinz G. Konsalik schildert in diesem Roman das gnadenlose Schicksal jener Männer, deren Gesicht während des Zweiten Weltkriegs durch Verwundung zerstört wurde. Er berichtet von den Ärzten, die aufopfernd bemüht waren, mit Behutsamkeit und unendlicher Geduld die Wunden zu heilen und deren Verwundeten ihr Gesicht wiederzugeben.“

## Handlung
Im Oktober 1944 kämpft Feldwebel Erich Schwabe (Kampfgruppe Bauer, 170. Infanteriedivision) in der Nähe von Suwałki in Ostpreußen. Sein Heimaturlaub ist gerade vorbei. Am 4. Oktober explodiert auf einer Motorschlittenfahrt eine von Partisanen gelegte Mine und beim Versuch, die jungen Soldaten, die ihm unterstellt sind, zu retten, wird sein Gesicht durch die Explosion unwiderruflich zerstört. Schwabe wird vom Truppenverbandsplatz in Frankfurt an der Oder in eine Spezialklinik auf Schloss Bernegg verlegt. Er kommt in den Block B des Krankenhauses Schloss Bernegg, in dem die Patienten sich einer aufwendigen und langjährigen Behandlung unterziehen müssen. Es ist ein Speziallazarett für Gesichtsverletzte. Sie nennen es das „Haus der verlorenen Gesichter“. Die Entladung der Verwundeten erfolgt diskret, da Heinrich Himmler verfügt hat, dass der Anblick von schwer Kriegsversehrten und -verstümmelten möglicherweise defätistisch auf die Zivilbevölkerung wirken könnte.
Oberarzt Dr. Urban begrüßt die Verwundeten im harschen Kommisston und kündigt ihnen harte Zeiten an, was der humanistisch eingestellte Oberstabsarzt Dr. Rusch allerdings nicht duldet. Dennoch steht Stubendienst mit Gymnastik und weltanschaulichem Unterricht durch NSFO-Offiziere auf dem Programm.
Schwabe schreibt Briefe an seine Mutter, dass es ihm gut geht und er gut behandelt wird. Die Wahrheit über sein verlorenes Gesicht verschweigt er jedoch. Er wundert sich, dass die Fensterscheiben aus Milchglas sind und es keine Spiegel gibt. Die Ärzte prognostizieren, dass es bei Schwabe viele Jahre dauern wird und aufwendige Operationen nach sich ziehen wird, bis er ein einigermaßen menschenähnliches Antlitz zurückbekommt. Möglicherweise wird er sein Gesicht auch nie wieder zurückbekommen.
Erich kommt in eine Stube mit anderen Gesichtsverletzten und es entwickelt sich eine derbe Kameradschaft, die von rohen Späßen und rührender Fürsorge untereinander geprägt ist.
Auch nach fünf Operationen haben sich die Überreste seines ehemaligen Gesichtes zunächst nicht zum Besseren geändert. Dr. Rusch und Dr. Mainetti wissen nicht, wie sie es ihrem Patienten sagen sollen. Ursula hat in zahlreichen Briefen angekündigt, dass sie ihren Mann unbedingt besuchen möchte, doch Erich hat es ihr immer wieder verboten. Seine Kameraden raten ihm, dass ihn besser seine Mutter besuchen sollte, da Mütter auch ihre schlimm entstellten Kinder lieben würden.
Bei einem Spaziergang im Park sieht Erich Schwabe zum ersten Mal auf der Wasseroberfläche des Schlossteiches sein Gesicht, welches einem Ungeheuer gleicht. Er bekommt einen schweren Nervenzusammenbruch und will sich ertränken. Eine Schwester rettet ihn.
Zwischen Dr. Mainetti und Dr. Urban kommt es zu einer hässlichen Auseinandersetzung. Obwohl der Krieg für Deutschland schon so gut wie verloren ist (die Amerikaner kämpfen um Aachen und die Rote Armee in Pommern) will Dr. Urban weiterhin um jeden Preis die verlogenen Ideale des Nationalsozialismus aufrechterhalten und führt unter den Patienten immer noch ein unnötig strenges Regiment. Dr. Mainetti verweigert ihm trotz Betteln sein Morphium und er erpresst sie, wegen wehrkraftzersetzender Äußerungen und Taten an die Gestapo auszuliefern. Er droht ihr an, etliche der Patienten aus reiner Willkür k.v. zu schreiben, damit sie wieder an der Front kämpfen können. Schließlich gibt Dr. Mainetti der Erpressung nach und händigt ihm eine bestimmte Ration von Morphiumampullen aus, mit der er jeden Monat lang auskommen muss.
Am Ende reisen Mutter Hedwig und Ursula zu einem unangemeldeten Besuch an, obwohl Erich es ihnen streng verboten hat. Er will mit seinem Schicksal allein fertig werden und niemanden aus seiner Familie sehen. Es kommt zu dramatischen Szenen. Die Frauen versprechen stark zu sein, da sie durch den Bombenkrieg schon etliche verkohlte Leichen zu Gesicht bekommen haben, wird Erichs Anblick ein schwerer Schock für sie sein. Während die Mutter Erich sehen darf, muss Ursula draußen warten und wird dabei von sexuell ausgehungerten Wachsoldaten belauert. Die Begegnung mit einer großen Gruppe Gesichtsverletzter nimmt sie stark mit. Dr. Mainetti bringt Ursula vorsichtig die Wahrheit bei.
Dr. Mainetti sagt der Mutter, dass sie erstens ihren Sohn weiterhin belügen soll, was den Zustand seines zerstörten Gesichtes angeht und zweitens auf ihre Schwiegertochter achtgeben sollte. Junge Frauen würden erfahrungsgemäß irgendwann in Zweifel kommen, ob sie ihre „besten und fruchtbaren Jahre“ mit einem Gesichtsversehrten verbringen möchten. Erich hat durch den Besuch der Mutter neuen Mut gefasst und schreibt seiner Ursula, dass sie ihn jetzt sehen darf. Doch sie verschieben dieses Wiedersehen im gegenseitigen Einvernehmen, bis Erichs Gesicht noch weiter wiederhergestellt ist.
Dann wird ein Junge aus einem Strafbataillon eingeliefert. Er ist wegen unerlaubtem Entfernen von der Truppe zum Tode verurteilt. Dr. Mainetti will ihn retten und Dr. Urban, der ständig darauf aus ist, Simulanten zu entlarven, ihn hingegen schnellstmöglich an ein Standgericht ausliefern. Dr. Fred Urban ist zutiefst bösartig veranlagt und intrigiert permanent, um Simulanten zu entlarven.
Weihnachten 1944 leben Hedwig Schwabe und Ursula jetzt gemeinsam in einer Kölner Trümmerwohnung in der Horst-Wessel-Straße Nr. 4 und führen das harte und entbehrungsreiche Leben der ausgebombten Zivilbevölkerung. Hedwig fährt öfter nach Bernegg, um ihren Sohn und seiner gesamten Stube Lebensmittel zu schenken, die sie auf mühsame Weise besorgt hat.
So auch zu Weihnachten. Zu den Feierlichkeiten am Heiligabend besucht Irene Adam ihren Mann Fritz. Die attraktive Frau erregt sofort die Aufmerksamkeit von Dr. Urban. Ein invalider Kriegskrüppel wie Adam ist seiner Meinung nach viel zu schade für eine so erregende Frau wie Irene. Und diese bekommt tatsächlich Zweifel, ob sie noch mit Fritz verheiratet sein kann. Schließlich hatte sie ihn damals wegen seines schönen Gesichtes und seiner Ausstrahlung geheiratet. Sie bittet Dr. Mainetti darum, ihrem Mann beizubringen, dass sie nicht mehr mit ihm zusammen sein kann. Doch die Ärztin ist entsetzt und möchte die Frau am liebsten schlagen. Dr. Urban nutzt die Gunst der Stunde und bietet Irene sofort seinen männlichen Schutz an, was die Frau dankbar annimmt und sich von ihm verführen lässt. Sie will sich so schnell wie möglich von Fritz scheiden lassen, um nur noch für ihren Fred da sein zu können.
Der NSDAP-Kreisleiter soll die Bescherung der Kriegswaisen vornehmen und dabei einen Vortrag über „Front und Heimat“ halten. Sein Auftritt wird jedoch durch die Einlieferung des schwer verwundeten Leutnant Rudolf Fischer gestört. Der Mann hat kaum noch etwas Menschenähnliches an sich, besitzt nur ein Auge. Dr. Mainetti zeigt ihm das „wahre Gesicht des Krieges“ und so wie die „Helden von der Front“ aussehen.
Nahezu alle Patienten bekommen Besuch von ihrer Familie. Nur Fritz Adam nicht. Dr. Mainetti gesteht ihm, dass sie seine Frau wegen ihres niederträchtigen Verhaltens, indem sie sich als „Charakterschwein“ entpuppt hat, hochkant hinausgeworfen hat („Warum, glaubst du, habe ich sie hinausgeworfen wie eine Nutte, die ihre Zimmermiete nicht bezahlt hat?“). Sie befiehlt ihm geradezu, dass er von nun an ein neuer Fritz Adam sei und die Pflicht habe weiterzuleben und sein Glück zu suchen.
Die Weihnachtsfeier ist für alle eine verkrampftes und gespenstisches Ereignis. Einige BdM-Mädchen ekeln sich zum Beispiel davor, mit den Versehrten, die sie betreuen sollen, zu tanzen und sich von ihnen berühren zu lassen. Petra Wolfach nicht – sie lernt dabei Walter Hertz kennen. Sie verabreden sich zu einem gemeinsamen Kinobesuch. „Die große Liebe“ mit Zarah Leander. Doch zuvor soll Walter Petras Eltern kennenlernen. Sie stellt ihn als ihre große Liebe vor. Ihr Vater ist Fabrikant eines Rüstungs-Zuliefererbetriebes und gegen die, seiner Meinung nach, „unnatürliche“ Verbindung mit einem derart entstellten Menschen.
Ursula Schwabe verbringt die Weihnachtsfeiertage allein in Köln. Karlheinz Petsch, ein Fliegerfeldwebel, betritt den Kellerraum und leistet ihr ungefragt Gesellschaft. Er bringt der einsamen Frau diverse Luxuswaren (Wein, Pariser Damenstrümpfe aus Seide, Butter etc.) mit, die in den Notzeiten nicht mehr auf legalem Wege erhältlich sind. Obwohl sie ihrem Erich unbedingt treu bleiben will und sich heftig dagegen wehrt, gibt sie schließlich seinem Werben nach und schläft mit ihm.
Hedwig kommt überraschenderweise schon am Ersten Weihnachtsfeiertag in die Trümmerwohnung zurück und übergibt Ursula das Geschenk ihres Sohnes. Es ist ein selbstgebasteltes Glasmosaik. Diese fühlt sich jedoch fürchterlich und kommt sich wie eine Hure vor, weil sie mit Karlheinz geschlafen hat. Unerwartet kommt es zu einer Begegnung zwischen Mutter Hedwig und Petsch. Sie wirft Petsch erbost hinaus, tut aber so, als hätte sie vom Ehebruch nichts mitbekommen. Sie schwören sich gegenseitig, dass er es nie erfahren soll.
Die finale Phase des Zweiten Weltkriegs ist eingeleitet. Auf Bernegg trifft ein Befehl ein, dass das Hospital für den Endkampf nach kriegsverwendungsfähigen Männern durchkämmt werden soll. General von Unruh soll die Durchführung dieser Maßnahme höchstpersönlich inspizieren, nachdem Dr. Urban dazu bereits die Vorarbeit geleistet hat. Auf der Liste stehen u. a. die Namen der Kameraden Feininger, Adam, Hertz und Oster. Dr. Rusch und Dr. Mainetti wollen das auf gar keinen Fall zulassen. Dafür haben sie zu viel medizinisch-ärztliche Kunst in die Patienten investiert, und nicht damit sie auf dem Felde innerhalb weniger Minuten zusammengeschossen werden. Lisa bietet Dr. Urban ein Geschäft an. Zusätzliches Morphium gegen die Herausgabe der Tauglichkeitslisten. Der lässt sich zum Schein darauf ein. Die Soldaten, die sehr wahrscheinlich zur Front müssen, bekommen für die kommende Nacht einen Urlaubsschein. Ihre Zerstreuung verläuft ganz unterschiedlich. Fritz Adam nutzt diesen, um mit Schwester Graff auszugehen und der „Wastl“, wenn er nicht gerade auf Bordellbesuch ist, betrinkt sich sinnlos in einem Wirtshaus.
Für die Unruh-Kommission wird Theater gespielt. Beim abschließenden Essen kommt es zu einem Eklat. Prof. Dr. Rusch stellt unmissverständlich klar, dass es allein seiner Entscheidung obliegt, wer aus dem Krankenhaus entlassen wird und wer nicht. Sein ehemaliger Doktorvater, Professor Gilgen, unterstützt ihn dabei. Die Maskerade gelingt jedoch und die Männer können wieder unbehelligt auf ihre Stationen zurückkehren.
Dr. Urban intrigiert weiterhin. Er bringt Dr. Mainetti gegen ihren ausdrücklichen Willen dazu, einen Mann mit Facies hippocratica zu operieren. Die OP geht schief und der Patient verstirbt, da er einen unentdeckten Thrombus gehabt hatte.
1945 will Irma Fischer ihren fürchterlich entstellten Mann besuchen, der allerdings schon verstorben ist. An seinem Grab lügt ihr Dr. Mainetti vor, dass er einen Kopfschuss gehabt habe und nicht lange leiden musste. Erich Schwabe wird kontinuierlich operiert, so wird z. B. seine Nase nachmodelliert und sein Gesamtzustand bessert sich zunehmend.
Eines Tages erwischt Fritz Adam Irene mit Dr. Urban. Dr. Urban, der einem verwundeten Kameraden die Frau weggenommen hat, läuft Gefahr, dafür bestraft zu werden. Dr. Urban flieht, nachdem er von Adam geschlagen wird.
Am 9. April 1945 erscheinen amerikanische Panzer in Würzburg und am 11. April rücken sie in Bernegg ein. Major James Braddock übernimmt jetzt das Kommando über die Klinik. Als Erstes erhält Dr. Mainetti das von ihr dringend geforderte Morphium. Auch das amerikanische „Wundermittel“ Penicillin wird von den deutschen Ärzten mit großer Begeisterung aufgenommen. Aus anfänglicher Animosität wird Bewunderung unter den Ärzten über die jeweilige Kunst des anderen. Dafür werden die Rationen für die Deutschen auf 700 kcal herabgesetzt und es beginnen die Hungerjahre nach dem Zweiten Weltkrieg. Am 9. Mai 1945 kapituliert die Wehrmacht, Deutschland hat die blutigste Lektion seiner Geschichte erhalten und Schloss Bernegg wird von der US-amerikanischen Besatzungsmacht kontrolliert.
In Köln hat eine Luftmine Ursulas Keller völlig zerstört. Ursula und Mutter Schwabe haben überlebt. Auch Karlheinz findet wieder zu den beiden. Die beiden dulden seine Nähe nicht. Er, der alles verloren hat, zieht daraufhin in einen benachbarten Keller ein. Ursula hält es in Köln nicht länger aus. Sie reist nach Bernegg, um ihren Mann wiederzusehen. Die 200 Gesichtsverletzten auf der Station unterliegen immer noch den Bestimmungen über Kriegsgefangene. Nur auf Bitten von Prof. Dr. Rusch und Dr. Mainetti erlaubt Major Braddock schließlich, dass Erich seine Frau wiedersehen darf.
Der Major ermöglicht es, dass Erich und Ursula eine ganze Nacht zusammen verbringen dürfen.
Nach fünf Jahren ziehen die Schwabes von Bernegg zurück nach Köln. Es kommt zu einer schicksalshaften Begegnung mit Dr. Urban, der nach seiner Flucht mit einer Falschaussage Prof. Dr. Rusch in große Schwierigkeiten gebracht hat. Es gelingt Erich belastendes Aktenmaterial zu vernichten und dann mit seiner Frau in die Freiheit hinauszugehen.

## Hauptfiguren
- Feldwebel Erich Schwabe: hochdekoriertes „Frontschwein“ (26 J) aus Köln. Sein Gesicht ist für immer entstellt. Er ist die treibende Hauptfigur des Romans, an dessen Schicksal der Haupthandlungsstrang festgemacht wird.
- Ursula Maria Schwabe: seine Ehefrau (24 J), die ihn betrügt aber so lange um ihre Liebe kämpft, bis sie wieder vereint sind.
- Hedwig Schwabe: seine Mutter, die ihren Erich rückhaltlos liebt. Für sie bleibt er ewig ihr „kleiner, dummer Junge“.
- Karlheinz Petsch: Ursulas Geliebter und Erichs Nebenbuhler. Er nutzt Ursulas Situation schamlos aus.
- Dr. Lisa Stephanie Mainetti: italienische Stationsärztin und Gesichtschirurgin mit dem „edlen Aussehen einer florentinischen Renaissancefürstin“[11]. Ihr Vater wurde im KZ Dachau ermordet. Dr. Rusch hat sie davor bewahrt, ebenfalls von der SS getötet zu werden.
- Oberstabsarzt Professor Dr. Walter Rusch: Chefarzt der Gesichtsversehrtenklinik Bernegg. Prof. Rusch ist der Humanist und Anthroposoph der Geschichte. Er zögert keine Sekunde, jederzeit sein eigenes Leben völlig uneigensinnig zu gefährden, solange er nur damit andere retten kann. Er und Mainetti sind ein geheimes Liebespaar.
- Oberarzt Dr. Fred Urban: überzeugter Nationalsozialist und Morphinist. Urban ist der böse Geist in dem Krankenhaus, der keine Gelegenheit auslässt, um Rusch oder Mainetti, die er für ihre Gefühlsduselei zutiefst verachtet, zu schädigen.
- Fritz Adam: ehemaliger Medizinstudent, nach einer Granatexplosion bei Minsk fehlen ihm Ohr, Wange und Nase.
- Irene Adam (23 J): seine materialistische Frau, ein „Modepüppchen“ und „Betthäschen“, die bei der erstbesten Gelegenheit mit dem Opportunisten Dr. Urban durchbrennt.
- Unteroffizier „Wastl“ Feininger: Erichs Stubenkamerad aus Berchtesgaden, ein bayrisches „Urviech“ und trinkfestes „Original“, welcher die Frauen der Umgebung bei Ausgängen mit seiner Manneskraft beglückt.
- Christian Oster, Unteroffizier Kaspar Bloch u. a.: Erichs Stubenkameraden, darunter Theodor Baum, nach einer wenig gelungenen Gesichtsoperation „Titten-Theo“ genannt.
- Dora Graff: die einfühlsame Stationsschwester und viele andere mehr.

## Medizinhistorischer Kontext
Nach beiden Weltkriegen kehrten Kriegsversehrte in ihre Heimat zurück und fanden sich in einem veränderten Leben wieder. Sie stießen auf eine Mauer aus Ekel, Grusel und Ablehnung. Durch den medizinischen Fortschritt gab es zwar weniger Getötete, dafür aber wesentlich mehr Verwundete mit starker Traumatisierung. Die Rede war von „zerhauenen Visagen“. Ein neuartiger Maschinenkrieg und verbesserte Waffenwirkung verursachten extreme Verletzungsbilder, welche Stabsärzte und Kriegschirurgen vor große Herausforderungen stellten.
In den 1940er und 1950er Jahren war die Medizin nicht so weit wie Anfang des 21. Jahrhunderts: Im Jahr 2005 fand weltweit die erste Gesichtstransplantation in den USA statt. In der Zeit des Romans bestand die Gesichtsmodellierung hauptsächlich aus dem Auftragen und Umformen von Hautlappen und Rundstiellappen.

## Rezensionen

### Sprachstil
„»Wie’n Feldwebel aus Ostpreußen!« hatte der Berliner gesagt, als die Ärztin fort war. »Und aussehen tut se, als käme se von der Ufa! ’n Mordsweib, det steht fest!«
Frau Hedwig Schwabe wohnte im Keller des Hauses Horst-Wessel-Straße 4. Es war einmal ein schönes, stattliches Haus gewesen, mit einer verzierten Sandsteinfassade, hohen Fenstern und einem ausgebauten Schieferdach. Der Glasermeister Schwabe hatte es 1928 gebaut, zwei Stockwerke vermietet und selbst die untere Etage bewohnt.“

### Kritik
Konsalik nimmt sich mit Das geschenkte Gesicht eines schwierigen Themas an, welches in der öffentlichen Wahrnehmung häufig totgeschwiegen wurde. Es geht um schwer entstellte Kriegsversehrte, in diesem Fall Gesichtsverletzte, die kaum wieder den Anschluss an das Zivilleben finden. Er rechnet in seinem Buch schonungslos mit dem Nationalsozialismus und seinen Auswüchsen ab.
Konsaliks Hauptanliegen ist es, in einem „lesenswerten“ und sehr „bewegenden Buch“, den „Wahnsinn des Krieges“ in seiner schlimmsten Form darzustellen. Es geht um Gesichtsverletzungen und das damit verbundene „Aussätzigsein“, was so schwer ist, dass nicht einmal deren Angehörige damit leben können. Neben den fleischlichen Wunden, ist es die Seele, die dabei dauerhaft Schaden nimmt. Die Rückkehr ins „normale Leben“ wird damit zur Überlebensfrage.
Ärzte, die sich vollkommen selbstlos für die Menschheit aufopfern ist eines der großen Leitthemen des Schriftstellers. Die medizinischen Hintergründe zu Das geschenkte Gesicht hat Konsalik zwei Jahre lang durch intensive Recherchen und zahlreiche Vor-Ort-Gespräche mit Ärzten und Patienten über die plastische Chirurgie ermittelt. Es ist ein besonderes Schicksal in dem von Konsalik gezeichnetem „Haus der verlorenen Gesichter“. Die Reaktion der Umwelt auf ein entstelltes Gesicht wird schonungslos gezeigt. Sie reicht von Abscheu, über Hilfsbereitschaft zu Verständnis. Die Verarbeitung des Stoffes, die dem Verfasser dabei gelungen ist, gilt als „Meisterwerk“, indem dem Leser mit eindringlicher Härte die wahre Welt vor Augen geführt wird.
Der Roman beinhaltet auch menschenverachtende Passagen. So verlangt die Stube von Erich Schwabe Eintritt in Form von Zigaretten, damit andere Kameraden „Titten-Theo“ als eine Art Monstrositäten-Kabinett sehen und sich vor ihm gruseln können.
Frauenfeindlichkeit drückt sich dadurch aus, dass die liebevoll umsorgenden Ehefrauen und Verlobten von ihren entstellten Ehemännern beschimpft oder gar brutal verstoßen werden. Der eigene Schmerz wird als wesentlich größer angesehen als der der liebenden Frau.
Unrealistisch hingegen ist die übergroße Zuwendung von Dr. Lisa Mainetti den Patienten gegenüber. Trotz allem ärztlichen Ethos, eine vielbeschäftigte Gesichtschirurgin würde sich in der Wirklichkeit kaum mit so viel Zeit und Hingabe den traumageschädigten Patienten und ihrer psychologischen Betreuung hingeben. Die extrem übermotivierte Ärztin mischt sich sogar aus moralischem Sendungsbewusstsein in das Privatleben ihrer Patienten ein und entscheidet, welche Partnerinnen für sie gut oder schlecht sind.
Ursula lernt auf einer Reise von Köln nach Bernegg die geballte Härte Nachkriegsdeutschlands kennen. Die Menschen sind verroht und kämpfen ausschließlich um ihr eigenes Überleben. Überall herrschen Not, Elend und Hunger. Solidarität gibt es kaum. Um alles wird gekämpft. Um Nahrungsmittel, einen trockenen Schlafplatz und einen Platz in der Bahn wird mit roher Gewalt gekämpft.
Das geschenkte Gesicht hat zahlreiche psychologische Facetten und lässt unterschwellige sexuelle Komponenten anklingen. Da ist der Umgang der Patienten mit den Angehörigen und ihr Leben nach dem Trauma. Zum Zweiten geht es stark um unterdrückte Sexualität. Ein entstellter Mann ohne Gesicht sollte mit einer jungen und attraktiven Frau keine Kinder zeugen. So kommt es auch zu der Reaktion einiger der Patienten, dass sie ihre Frau, ihre Verlobte, zu ihrem eigenen Wohle einen virilen und potenten Mann, der in seiner vollen Blüte steht, gönnen bzw. abtreten.
Wie auch schon in anderen Romanen Konsaliks klingt an, dass eine Frau inmitten der notgeilen Landser als „Weibchen“ und eine Art Beute angesehen wird. Der Autor spricht auch über die Kurzlebigkeit von „Kriegsehen“, wenn beide Partner kaum Zeit hatten, sich besser kennenzulernen und von dem Moment an, bei dem der Mann das Gesicht verliert und abgrundtief hässlich geworden ist, der Charakter sehr schnell einer schweren Prüfung unterzogen wird.

## Textausgaben
- Heinz G. Konsalik: Das geschenkte Gesicht. Originalausgabe. Kindler Verlag, München 1962. ISBN 3-453-00184-2.
- Heinz G. Konsalik: Das geschenkte Gesicht. Lizenzausgabe Neuer Kaiser Verlag, Klagenfurt 2004. ISBN 3-453-00184-2.